# جوزيف جابسيك
جوزيف جابسيك (بالسلوفاكية: Jozef Gabčík) (و.8 أبريل 1912 - 18 يونيو 1948) جندي مظلات قامت الحكومة التشيكوسلوفاكية المنفية في بريطانيا بتجنيده هو وزميله يان كوبيش في عملية أطلق عليها( شبيه الإنسان) بدعم من قيادة العمليات الخاصة البريطانية لقتل راينهارد هايدريش قائد الأمن العام للرايخ الثالث في حكومة أدولف هتلر النازي وكان يعرف بهايدرتش الجلاد. وبعد اغتياله انتقم هتلر من تشيكوسلوفاكيا انتقاماً رهيباً.